# Söderbergsgården
Söderbergsgården, även gamla Hedgården, är en släktgård belägen i byn Röjeråsen, Rättviks kommun, Dalarna. Gården återfinns i det område som kallas "nedre byn". 
Släktnamnet Hed dyker upp i Röjeråsen omkring år 1780.
Gamla Hedgården dokumenterades av Nordiska Museet 1920 men många av den gamla gårdens byggnader har senare rivits eller byggts om. 